# Simonson, Virginia
Simonson là một cộng đồng chưa hợp nhất tại Hạt Richmond, thuộc tiểu bang Virginia của Hoa Kỳ.
Các ngân hàng Ấn Độ đã được thêm vào Sổ đăng ký quốc gia về địa danh lịch sử năm 1980.